# Xavi Crespo
Pour les articles homonymes, voir Crespo.
Xavi Crespo, né le 7 mai 1966, à Barcelone, en Espagne, est un ancien joueur de basket-ball espagnol. Il évolue au poste d'ailier

## Palmarès
- Coupe des coupes 1985, 1986
- Coupe intercontinentale 1985